# Laurent Banide
Laurent Banide (Alès, 26 gennaio 1968) è un allenatore di calcio ed ex calciatore francese, di ruolo attaccante.

## Palmarès

### Allenatore

#### Competizioni nazionali
- Coppa dell'Emiro del Qatar: 1

Umm-Salal: 2008
- Kuwait Emir Cup: 1

Al-Kuwait: 2009

#### Competizioni internazionali
- Coppa dell'AFC: 1

Al-Kuwait: 2009